# حرب الأب لو لوتر
اندلعت حرب الأب لو لوتر (1749–1755), المعروفة أيضًا باسم الحرب الهندية، أو حرب الميغماك، أو حرب الإنجليز والميغماك، في الفترة ما بين حرب الملك جورج والحرب الهندية الفرنسية في أكاديا ونوفا سكوشا. حارب البريطانيون ومستعمرو نيو إنجلاند تحت قيادة الضابط البريطاني تشارلز لورانس وقائد قائد قوات نيو إنجلاند جون جورام. على الجانب الآخر، قاد الأب جون لوي لو لوتر الميغماك والأكاديين في صورة عصابات عسكرية خلف الخطوط الإنجليزية الأمريكية. (أشارت التقديرات إلى أن عدد الميغماك بلغ عند اندلاع الحرب 3000 والأكاديين 12000 في هذه المنطقة.)
رغم الاحتلال البريطاني لأكاديا في عام 1710، حُوصِر البريطانيون في مستوطنات بورت رويال وكانسو. أما باقي المستعمرة، فسيطر عليها الأكاديون والميغماك الكاثوليك. وبعد نحو أربعين عامًا، اندلعت حرب الأب لو لوتر عندما بذل البريطانيون جهودًا منسقة لتمكين البروتستانت من الاستيطان في المنطقة وفرض السيطرة العسركية على نوفا سكوشا وأكاديا بالكامل (المعروفة الآن باسم نيو برونزويك). وأسس كورنواليس مدينة هاليفاكس في ذلك العام بجلبه نحو 2500 بروتستانتي إلى نوفا سكوشا. وشهد البريطانيون مقاومة من الميغماك وبعض الأكاديين.
كانت الاضطرابات الناجمة عن هذه الحرب الأولى من نوعها. فشهدت المنطقة الكندية المطلة على المحيط الأطلسي زيادة غير مسبوقة في التحركات السكانية، وبناء الحصون، وتخصيصات القوات. وأشارت التقارير إلى وقوع أربعة وعشرين اشتباكًا (ما بين معارك، وغارات، ومناوشات) أثناء هذه الحرب، منها 13 غارة من الميغماك والأكاديين بمنطقة العاصمة هاليفاكس/دارتموث. وشأنها شأن غيرها من الحروب على الحدود، لم يتم تسجيل العديد من الاشتباكات الأخرى.
حاول البريطانيون، أثناء حرب الأب لو لوتر، فرض سيطرة محكمة على المستوطنات الأكادية الرئيسية في شبه جزيرة نوفا سكوشا، وبسطها وصولاً إلى المنطقة المتنازع عليها والمعروفة الآن باسم نيو برونزويك. رغب البريطانيون، كذلك، في تأسيس مجتمعات بروتستانتية في نوفا سكوشا. وفي أثناء الحرب، الأكاديون والميغماك ارتحلوا عن نوفا سكوشا متوجهين إلى المستعمرات الفرنسية في آيل سانت جون (جزيرة الأمير إدوارد) وآيل رويال (جزيرة كيب بريتون). حاول الفرنسيون كذلك فرض سيطرتهم على المنطقة المتنازع عليها والمعروفة الآن باسم نيو برونزويك. (حاول الأب لو لوتر منع مستوطني نيو إنجلاند من التحرك إلى نيو برونزويك مثلما حاول رال في حرب الأب رال منع مستوطني نيو إنجلاند من الاستيلاء على ما يُعرَف الآن بولاية مين.) شنَّ الميغماك والأكاديون، على مدار حرب الأب لو لوتر، هجمات على الحصون البريطانية في نوفا سكوشا والمستوطنات البروتستانتية المقامة حديثًا. وكانوا يهدفون لعرقلة الاستعمار البريطاني، وكسب مزيد من الوقت للسماح بفرنسا بتنفيذ مخططها لإعادة توطين الأكاديين.

## المؤلفات المُستشهَد بها
- Campbell, Gary. The Road to Canada: The Grand Communications Route from Saint John to Quebec. Goose Lane Editions and the New Brunswick Military Heritage Project. 2005
- Chapman, Harry. In the Wake of the Alderney: Dartmouth, Nova Scotia, 1750-2000. Dartmouth Historical Association. 2000
- Douglas, W. A. B. The Sea Militia of Nova Scotia, 1749-1755: A Comment on Naval Policy. The Canadian Historical Review. Vol. XLVII, No.1. 1966. 22-37
- Joseph Plimsoll Edwards. The Militia of Nova Scotia, 1749-1867. Collections of the Nova Scotia Historical Society. Vol. 17 (1913). pp. 63–110.
- Faragher, John. Great and Noble Scheme. New York: Norton, 2005.
- Grenier, John. The Far Reaches of Empire. War in Nova Scotia, 1710-1760. Norman: U of Oklahoma P, 2008. pp. 154–155
- Griffiths, Naomi Elizabeth Saundaus. From Migrant to Acadian: A North American border people, 1604-1755. Montreal, Kingston: McGill-Queen's UP, 2005.
- Landry, Peter. The Lion & The Lily. Vol. 1. Victoria: Trafford, 2007.
- Murdoch, Beamish. A History of Nova Scotia, Or Acadia. Vol 2. LaVergne: BiblioBazaar, 2009. pp. 166–167
- Patterson, Stephen E. 1744-1763: Colonial Wars and Aboriginal Peoples. In Phillip Buckner and John Reid (eds.) The Atlantic Region to Conderation: A History. Toronto: University of Toronto Press. 1994. pp. 125–155
- Patterson, Stephen E. "Indian-White Relations in Nova Scotia, 1749-61: A Study in Political Interaction." Buckner, P, Campbell, G. and Frank, D. (eds). The Acadiensis Reader Vol 1: Atlantic Canada Before Confederation. 1998. pp. 105–106.
- Rompkey, Ronald, ed. Expeditions of Honour: The Journal of John Salusbury in Halifax, Nova Scotia, 1749-53. Newark: U of Delaware P, Newark, 1982.
- John Clarence Webster. The career of the Abbé Le Loutre in Nova Scotia (Shediac, N.B., 1933),
- Wicken, William. Mi'kmaq Treaties on Trial: History, Land, and Donald Marshall Junior. University of Toronto Press. 2002.
- A genuine narrative of the transactions in Nova Scotia since the settlement, June 1749, till August the 5th, 1751 : in which the nature, soil, and produce of the country are related, with the particular attempts of the Indians to disturb the colony / by John Wilson

## وصلات خارجية
- Blue Pete - Battle at St. Croix